# 泉ヶ岳
泉ヶ岳（いずみがたけ）は、宮城県仙台市泉区の北西部に位置する標高1175メートルの山である（三角点は1172.18メートル、北緯38度24分41.7562秒 東経140度42分34.9199秒）。船形連峰に連なる。

## 地形と名称
泉ヶ岳は、奥羽山脈の船形山山系の中で最後に形成された錐状火山である。造山時期は第四紀と考えられ、噴出した安山岩により芳の平（北緯38度23分8.1秒 東経140度43分20秒 / 北緯38.385583度 東経140.72222度）から山頂まで大きく3つの段状の地形を呈している。兎平（北緯38度23分57秒 東経140度42分57.8秒 / 北緯38.39917度 東経140.716056度）付近は玄武岩質の溶岩により形成された。兎平の様に「〜平」とついているところは、見晴らしがいい場所が多い。
豊富な湧水（泉）が、池や川をつくりだすことが泉ヶ岳の名称の由来とされている。泉ヶ岳から流れるヒザ川は七北田川の源流の一つとなっている。山の周囲には七北田ダムや大倉ダムなど複数のダムがあり、泉ヶ岳は仙台平野を潤す水源の一つとなっている。また、泉ヶ岳は周囲の北泉ヶ岳や蘭山、高倉山、黒鼻山、これらの裾野も含めた通称の地域名ともなっている。特に、泉ヶ岳山頂から南東方向で、北は蘭山から南は七北田ダム辺りまでの七北田川流域の裾野を含めた地域が「泉ヶ岳」と呼ばれる。若者の間では「ガタケ」と呼ばれる。周辺の住所表記は泉区福岡字岳山である。
古文書においては、この山は様々な名称で記されてきた。1719年（享保4年）の『奥羽観蹟聞老志』では「和泉嶽」「泉嶺」「嶺白石嶽」、1741年（寛保元年）の『封内名蹟志』では「泉ヶ嶽」「和泉ヶ嶽」、『封内風土記』では「泉力嶽」「泉岳」とある。明治時代においても、新聞や地名辞典、出版物において「根の白石嶽」「泉ヶ嶽」「泉嶽」「白石嶽」「旭嶽」などとされ、その表記は一定しなかった。また、麓の村人達はこの山を「岳山（だけやま）」と親しみを込めて呼んだという。もっとも、仙台藩領内では高山や深山を指して一般的に岳山と呼んだようである。泉ヶ岳を有した歴代の自治体には、泉嶽村、泉市、泉区など、この山に因んで名称が付けられた。

## 生態系

### 植物
春先に、ニリンソウが大変豊富に咲くが、そのめずらしい変異種であるミドリニリンソウがある特定の場所でのみ群生するほか、大変まれに見られる白いカタクリも咲くことがある。また、ミズバショウの群生地がいくつかあり、芳の平にある群生地にはミズバショウの他にウメバチソウやサワギキョウなどの湿地性植物も咲く。しかしこの湿地面積の減少が進み、急速にその個体数を減らしている。この湿地にはかつてトキソウやサギソウが群生していたが、環境の変化と盗掘により消滅した過去があるため、緊急の保護を訴える者もいる。なお、当地のミズバショウの見ごろは、概ね4月中旬から下旬ごろである。
かつては泉ケ岳ではイカリソウ、シラネアオイ、カタクリ、ホトトギス、ラショウモンカズラ、キキョウ、シオガマギク、ナデシコ、イワウチワ、ギンリョウソウ、ベニバナイチヤクソウ、ササバギンラン、コケイランが普通に見られたが、近年急速にその姿を消し始め、かなり探し回らなければ見ることができなくなった。

### 動物

#### 哺乳類・鳥類
哺乳類はニホンカモシカ、ニホンヤマネなど天然記念物のほか、ホンドタヌキ、ホンドギツネ、ニホンアナグマ、ニホンツキノワグマ、ホンドテン、ハクビシン、トウホクノウサギ、ヒミズ、ヒメネズミなどの多種の哺乳類が生息している。
ツキノワグマの出没や事故が全国的に問題となった2004年（平成16年）、2006年（平成18年）においては、ツキノワグマが関係する事故や騒ぎは1件も起きなかったが、1999年（平成11年）5月にツキノワグマが関係する事故が発生し、ケガ人が出ている。一方で、人（自動車）による動物への加害事故がしばしば発生している。
鳥類は、オオルリ、ミソサザイ、カワガラス、シジュウカラ、ヤマガラ、ヒガラ、エナガ、コゲラ、アオゲラ、ハシボソガラス、ノスリ、トビ、チョウゲンボウ、ヨタカ、オオジシギ、カケス、コルリ、アカゲラなど、留鳥としている種類や漂鳥として繁殖の場としている種類も多く集まる。

#### 爬虫類・両生類
爬虫類では、シマヘビ、アオダイショウのほか、ヤマカガシやニホンマムシも棲息しているが、これら毒蛇による事故はほとんど確認されていない。両生類では、モリアオガエル、アカハライモリ、ハコネサンショウウオ、トウホクサンショウウオ、ヤマアカガエルなどが棲息している。
「芳の平」の林道にできる水たまりには、かつてモリアオガエルの産卵地があったが、2006年にマウンテンバイクコースとして林道を大規模に整備した際にこの水たまりを埋め立てたため、この場所から完全に姿を消した。なお、このモリアオガエルについては、泉ケ岳北側に位置する「桑沼」（大和町、北緯38度26分11.8秒 東経140度41分51.1秒）もかつては一大産卵地であったが、周辺環境の変化、特に人為的に放流されたニジマスやブラックバスなどが繁殖した影響から、今では見かけることは無く、かつて泉ヶ岳のどの水場でも当たり前に観察できたこのめずらしいカエルも、今、泉ケ岳から姿を消そうとしている。

#### 昆虫類
昆虫類は、オニヤンマ、オオイトトンボ、オオルリボシヤンマ、ミヤマクワガタ、ヒョウモンチョウ、エゾハルゼミ、ヒメギフチョウ、エゾアカヤマアリなど多く生息しており、夏には、数千キロも旅をする蝶であるアサギマダラも訪れる。
山腹より上には農場やゴルフ場が無く、農薬などが散布されていないが、これが蚊やハエ、アブなどの天敵をバランス良く保っているために快適な自然空間を形成している。その反面、キイロスズメバチなどによる登山者への被害が生じている。また最近では、山腹部を中心に蚊の繁殖が顕著に見られるようになった。
かつては泉ケ岳の裾野の「芳の平」のミズバショウ群生地（仙台市指定天然記念物）にはハッチョウトンボの生息が確認されていたが、近年になってその姿を消した。これは生息地である湿地への水量が減少したことと、この水量が減少したことで湿地面積も減少し周辺の草木が入り込み、それに伴って天敵となる昆虫や競合する昆虫も多く入り込んで来たためと考えられる。

#### 魚類
魚類では、七北田川の源流の1つであるヒザ川やヤシキ川などにイワナが多く生息していたが、著しく数を減少している。また、非常にめずらしいテツギョが繁殖していた沼があったが、2005年（平成17年）ごろから姿を見ることができなくなった。釣り人の乱獲や心無い人による不法乱獲が原因と考えられている。

## 開発と自然環境への影響
豊富な自然が残され、かつ、地元民や来訪者の意識により美しく残されているこの山は、仙台市民はもとより宮城県民の誇りともなっている。その一方、泉ヶ岳では産業廃棄物や残土の処分場がいくつも開発され、また、自然林の伐採や山肌を削る工事も行われている。別荘地や飲食店開業のための開発も増加しつつあり、それらのための木々の伐採や外来種である園芸用草花の大量植栽も増えている。さらに昆虫や植物の採取も多く、散策客増加に伴い自動車による排気ガスの増加と動物への交通事故も多く発生するようになり、長年地元民に守られてきた自然がここに来て急速に失われつつある危機が生じている。
2006年（平成18年）、泉ヶ岳スキー場リフトの終着点付近の「兎平」で、行政機関による大規模な伐採が行われたが、これは、許認可権を持つ宮城県への届出がない「無届伐採」であったのと同時に、地元関係団体への連絡もなかった。伐採理由は「熊が出るから」というもので、自然保護の観点からも疑問を持たれた。伐採場所は、ワレモコウ、オミナエシ、オトコエシ、ナデシコ、シオガマギク、ハギ、ススキ、ツリガネニンジンなどの宝庫であったために、今後の回復状況が注目されている。

## 市民による山岳利用

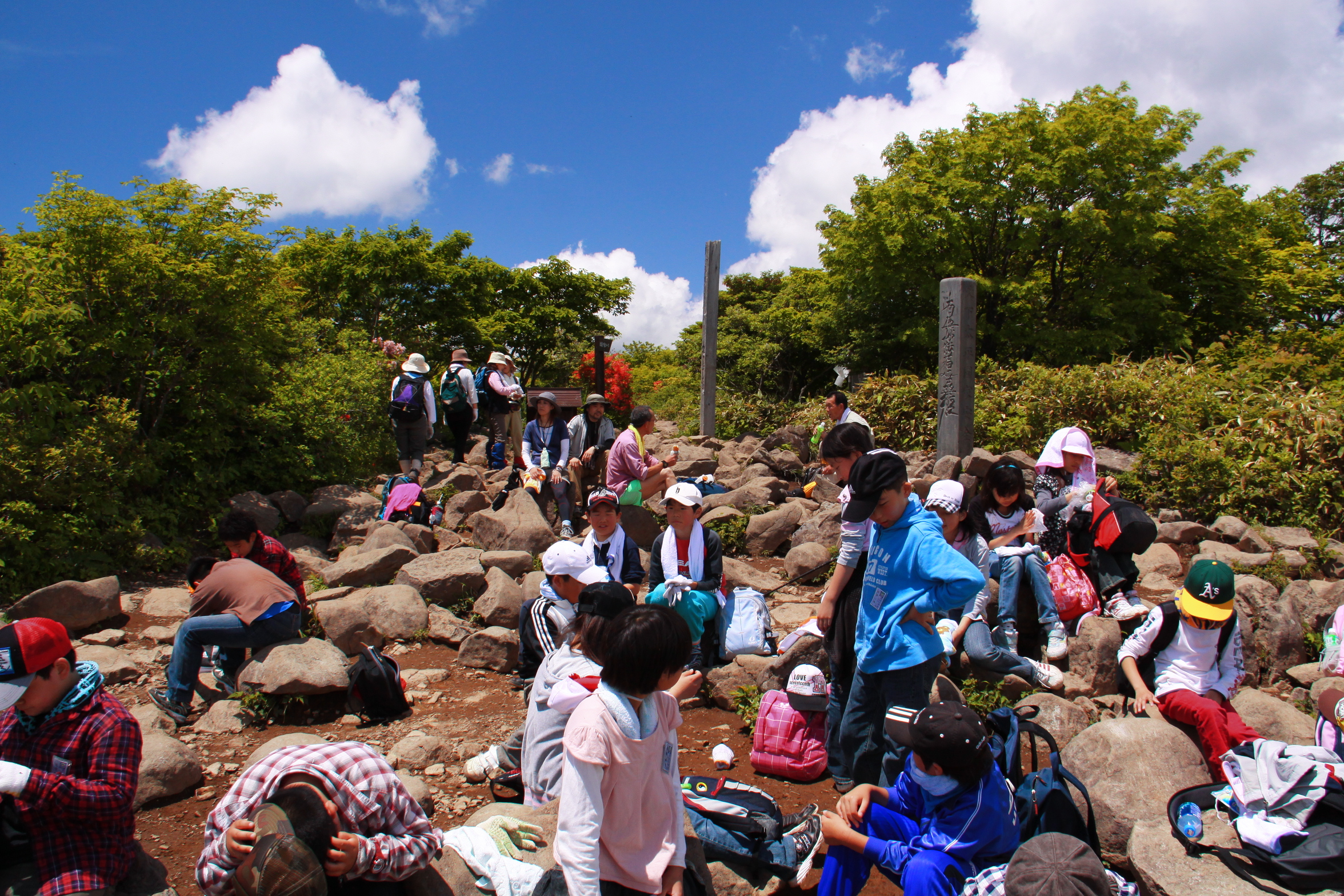
泉ヶ岳の山頂の様子。市民・県民の山として親しまれている泉ヶ岳には、しばしば課外授業で登頂した小学生の姿が見られる。山頂は森林限界よりも低いため、周囲には低木があり360度の絶景を楽しむことはできないが、天候の良い日には木々の向こう側に仙台湾を望める時もある。

泉ヶ岳には舗装された道路が接続しているため、仙台市都心部から約1時間のこの地には、登山やスキーなどのレジャーやアウトドア目的で市民が訪れる機会が多い。

### 登山・ハイキング
泉ヶ岳では日帰り登山やハイキングが盛んであり、初心者からベテランまで楽しめる山である。登山家の槙有恒も学生時代にこの山を愛し、北泉ヶ岳への縦走の思い出を著書に記している。春の桜や秋の紅葉の見物、山菜採りのために入山する者も多い。
登山道は、七北田川支流のヒザ川畔を遡り水神碑を経由する「水神コース」、最も眺望がよい「滑降コース」、古来からの自然度の高いコース「表コース」、水神コースから分岐して、北泉ヶ岳との鞍部に回り込んで登る「北泉コース」、兎平までリフト利用可能な「かもしかコース」の5つがある。
リフトの片道の乗車時間は約13分。上駅より泉ヶ岳山頂までの所要時間は約90分である。ただし、冬季スキー場営業の前後1ヶ月くらいは各種準備作業のためにリフトは稼動させていない。

### スキー・スノーボード
泉ヶ岳の南東斜面にある泉ヶ岳スキー場（北緯38度23分26.9秒 東経140度43分15秒 / 北緯38.390806度 東経140.72083度）と、北東斜面にあるスプリングバレー泉高原スキー場（北緯38度25分8.2秒 東経140度43分22.6秒 / 北緯38.418944度 東経140.722944度）の二つのスキー場がある。仙台市街地から1時間程度で到達できる、市街地直近のスキー場であり、平日の勤め帰りに訪れるスキーヤーもいる。スノーボード解禁となったのが比較的早く、ハーフパイプも設置されていたため、東北地方各地からスノーボーダーが集まった時期もあった。ナイタースキーの照明は市街地からも見ることが出来る。過去には2つのスキー場の明かりが山の形に沿って「ハ」の字に見えるのが1つの名物ともなっていたのだが、2015年頃から泉ヶ岳スキー場ではナイター営業を行わなくなったため、その光景を見ることが出来なくなっている。また、「泉ヶ岳スキー場でナイタースキーをしていると、仙台市街地の夜景に飛び込むような錯覚を得る」と言われていたほど、素晴らしい夜景を見ながら滑走する事が可能であった。
除雪、融雪、道路照明などの整備が行き届いているが、ノーマルタイヤで訪れ渋滞の原因となる者も出るため、かつては地元有志が「泉ヶ岳をなめんなよ!」という看板を立てて注意をうながしていた。また、スプリングバレー泉高原スキー場の駐車場からは、仙台平野とその先の太平洋を一望でき、夜間には仙台市街地を見下ろす夜景スポットにもなっている。市街地の光害の影響がないため、流星群の出現時期などには深夜でも人が訪れる。
2009年7月には泉ヶ岳スキー場内に宮城県内初のウォータージャンプ施設が開業し，夏季においてもスキー・スノーボードが可能となった。(この施設は2017年10月に営業を終了している)

### その他
積雪期以外に、泉ヶ岳スキー場でパラグライダーが行われている。パラグライダースクールもある。リフトで兎平まで上がり、ゲレンデを使って離着陸を行う。湿った暖かい南東風「イナサ」が吹くと、山肌を上って上昇気流が生まれる。北東風の冷たい「やませ」（コチ）が吹いた場合は不適。積雪期は、山から吹き降ろす西風（ナライ）が主となるので上昇しづらい。
また、例年5月に開催される「仙台泉ヶ岳アウトドアフェスティバル」において、マウンテンバイクの「JCFジャパンシリーズ」クロスカントリーJ1第3戦が同時開催される。
2021年（令和3年）5月20日、ワーケーション需要の高まりに対応しようと中堅ゼネコンの日本国土開発が、泉ケ岳スキー場の南東に同社が所有する土地（約39ヘクタール）の一部約7.5クタールを活用し、NTT東日本と連携の上で温泉施設や企業向けコテージ、キャンプ場を備えたレジャーエリアを開発すると発表した。それによると、キャンプ場にはワーケーション対応の4棟のコテージを建設し、ローカル5Gも整備する。9月にキャンプ場とコテージが先行オープンし、2022年7月に温泉施設が完成しグランドオープンしている。

## 歴史

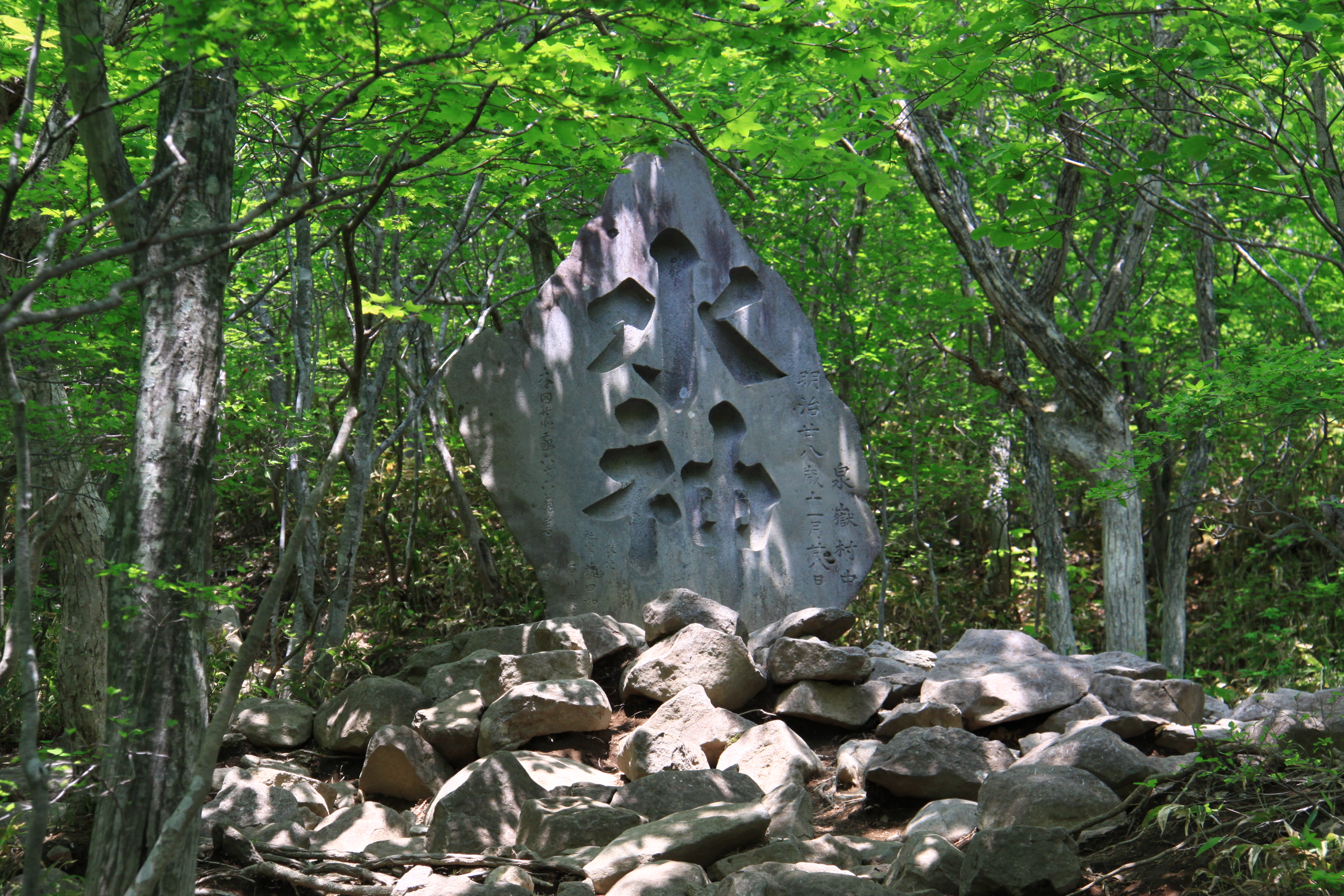
水神碑。ここを通る登山ルートは「水神コース」と呼ばれる。

藩政時代には泉ヶ岳は9つの村の入会山だった。このうち6つの村が1889年（明治22年）に合併して宮城郡泉嶽村となり、3つの村は七北田村となり入会権を放棄したため、泉ヶ岳は泉嶽村の山となった。泉嶽村は1897年（明治30年）に根白石村と名を変えた。また、泉ヶ岳では度々、旱魃の際に雨乞いの儀式が行われていた。1853年（嘉永6年）に山の頂で7日間に渡る雨乞いの儀礼が行われたという記録がある。雨乞いは近代になっても続き、1895年（明治28年）には水神碑が建立された。泉ヶ岳で行われた雨乞いの最後の記録としては1933年（昭和8年）のものがある。
1932年（昭和7年）頃、泉ヶ岳の萱刈場油堂に地元のスキーヤーたちが小学校の廃材を用いて小屋を設置した。この小屋は、管理人夫婦の女性「おせきさん」から「おせき小屋」と呼ばれるようになった。おせき小屋はスキーヤーだけでなく、登山者や山仕事をする村人にも利用された。またこの頃、泉ヶ岳では毎日新聞社杯を争う東北スキー大会が10年以上続けて催されていた。しかし戦中の1943年（昭和18年）おせき小屋は焼失し、管理人夫婦は山を降りたという。
戦後の1949年（昭和24年）根白石村の有志が泉ヶ岳の開発を模索して開発協会を立ち上げた。翌1950年（昭和25年）に開発協会は仙台市や宮城県等の職員を招き入れて観光協会となり、焼失したおせき小屋に替わる山小屋を作ることを決めて、これに取り掛かった。しかし夏季に豪雨で橋が流され、建築資材の搬入が11月、着工が12月になるなど作業は難航し、未完成のまま最低限の設備で同月にこの山小屋は「泉山荘」として開所した。翌1951年（昭和26年）まで整備は続き、同年10月の落成式でこの山小屋は改めて「泉ヒュッテ」と名付けられた。合わせて泉ヶ岳に登山道が切り開かれ、1952年（昭和27年）に森永キャラメルの寄贈で88箇所の登山指導標が立てられた。
1955年（昭和30年）に根白石村と七北田村は合併して泉村となり、2年後の1957年（昭和32年）に町制を施行して泉町になった。
泉ヒュッテの設置と道路整備の拡充から、根白石止まりだった仙台市営バスは路線の延長を何度か行い、1960年（昭和35年）には土曜日と日曜日に泉ヒュッテまで乗り入れるようになった。1963年（昭和38年）泉ヶ岳の南斜面に泉ヶ岳スキー場が新たに設けられた。1964年（昭和39年）には泉ヶ岳まで電気が通ってゲレンデでリフトが運転されるようになり、泉ヒュッテでもランプから電灯に替わった。1967年（昭和42年）になると、増資されたリフトの運営会社によって、休憩所、宿泊所、売店などを兼ねる泉ヶ岳ロッジが建設された。
1965年（昭和40年）泉ヶ岳の根白石農協の牧場だった土地に遊園地を建設する構想が生まれた。このアイディアを持った仙台市に住む個人が土地の借用を農協に申し入れると、不安から一度は見送られたが、条件付きで契約は成立した。まず野鳥園や大型遊具、遊歩道などが設置され、1966年（昭和41年）に泉ランドとして営業を開始した。しかし立地が災いして集客は伸び悩み、1968年（昭和43年）には閑散となりやがて荒廃が進んでいったという。計画されていた夏季スキー練習場やスケートリンクは実現しないまま、土地を巡って農協と泉ランドは法廷で争うことになり、1979年（昭和54年）に農協が控訴審で勝訴を得て土地を取り戻した。
観光協会は高原地である芳の平の開発も目指した。しかし、ここで障害になったのが村の家々の萱葺屋根だった。芳の平の萱は萱葺屋根を維持するのに使われていたのである。10年以上かけて耐火屋根への変更が進み、高原地の開発計画を進められるようになった。果樹園を造ることが決まり、根白石農協もこれを後押しした。1963年（昭和38年）に認可を受けて、翌1964年（昭和39年）にリンゴの樹が植えられた。樹が育った8年後の1972年（昭和47年）仙台に向けてこの観光りんご園が宣伝されると、申込者数は957人、貸し付けられたリンゴの樹は2287本に上った。申し込んだ家族連れが夏休みにここを訪れ、リンゴ狩りを楽しんだという。また観光用とは別に収穫されたリンゴが「仙台りんご」と名付けられて出荷された。りんご園は1978年（昭和53年）をピークを迎え、1982年（昭和57年）まで営業した。

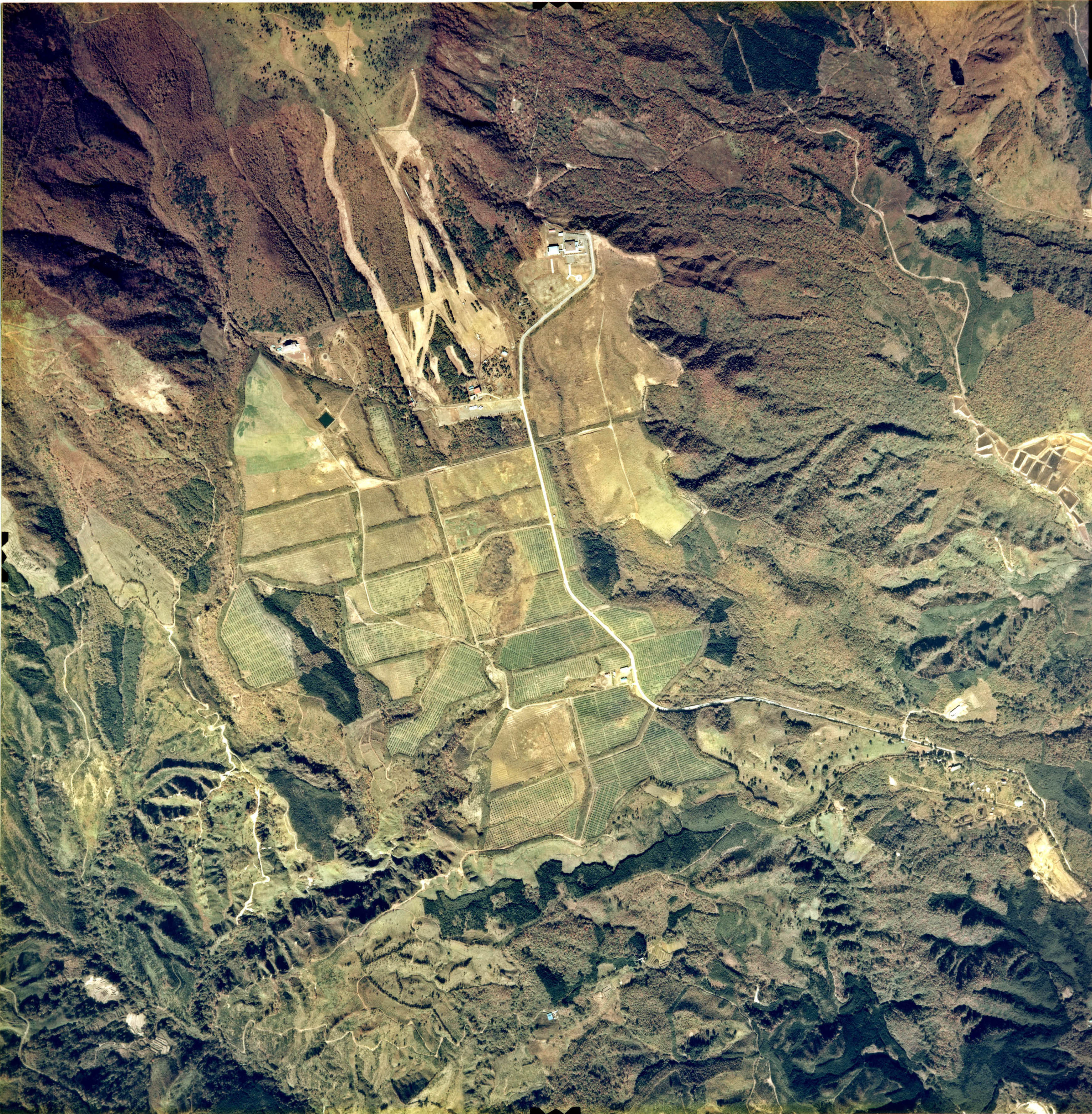
1976年度（昭和51年度）に撮影された泉ヶ岳・芳の平周辺の空中写真。
写真中央に芳の平りんご園、上に泉ヶ岳スキー場とその左に仙台市泉岳少年自然の家が見える。

この頃、泉ヶ岳に公設施設の設置が集中した。1969年（昭和44年）に学生や勤労青年などの研修を想定した宮城県泉が岳青年の家が宮城県によって設置された。翌1970年（昭和45年）には勤労者野外活動センターキャンプ場が設置された。1973年（昭和48年）になると、仙台市が仙台市泉岳少年自然の家を開所した。この施設は小学生や中学生の情操教育を想定したもので、1977年（昭和52年）から1978年（昭和53年）にかけて宿泊所と体育館を兼ねた建物が増築された。1980年（昭和55年）老朽化した泉ヒュッテを取り壊して、その跡地に雇用保険福祉事業の一環として国費で泉勤労者野外活動センターが建てられた。泉ヒュッテ解体時には、泉ヶ岳開発の先駆けだったこの山小屋を惜しんで式典が行われた。
この間、1971年（昭和46年）泉町は市制を施行して泉市となっていた。この後、1988年（昭和63年）に泉市は仙台市に編入合併され、泉ヶ岳は仙台市内の山となった。1991年（平成3年）には泉ヶ岳の北斜面に泉高原スプリングバレースキー場が新たに設置され、営業を始めた。
平成の時代になると、泉ヶ岳で温泉開発が行われた。まず1989年（平成元年）半沢建設が山麓でボーリングを開始し温泉が湧出した。1993年（平成5年）に泉ヶ岳で初めての日帰り天然温泉施設「スバ泉ヶ岳」が開所し、1998年（平成10年）には温泉宿泊施設「泉ヶ岳温泉やまぼうし」が開館した。
2000年代になると、昭和後期に建てられた公設施設の廃止が相次いだ。宮城県泉が岳青年の家から名称を変えていた宮城県泉が岳自然の家と泉ヶ岳野外活動センターは2008年（平成20年）に廃止された。老朽化した仙台市泉岳少年自然の家は代替施設が設置されることになり、2010年（平成22年）総工費約40億円をもって仙台市が生涯学習支援施設「仙台市泉岳自然ふれあい館」の建設を始めた。2011年（平成23年）3月11日、東北地方太平洋沖地震（東日本大震災）が発生し、この影響で仙台市泉岳自然ふれあい館の供用開始予定日が延期され、2013年（平成25年）9月1日供用開始とされた。しかし、建設中の2013年（平成25年）4月5日23時40分頃、泉岳自然ふれあい館の本館で火事が起こり約19時間燃え続け、翌4月6日18時30分頃に鎮火した。この火事で本館が全焼し、隣接棟の一部に延焼したため、仙台市は約3億7000万円の経費を追加することになり、約44億円に総工費は膨らんだ。また、供用開始日は再度延期となった。
2014年（平成26年）7月20日 、仙台市泉岳少年自然の家が閉所し、翌日の7月21日に仙台市泉岳自然ふれあい館が開館した。この施設は木造一部鉄骨・鉄筋コンクリート造り、延べ床面積9,286平方メートルで、2階建ての本館、3階建ての宿泊棟、キャンプ場などで構成されている。
泉ヶ岳山頂部の約115ヘクタールはもともと国有地だったが、1912年（明治45年）に国から民間に払い下げられて以降、何度も所有権が移転され続けた。1991年（平成3年）、地元企業の双葉総合開発が山頂部を買収した。買収金額は3億円と伝えられている。このとき、ある市民団体は、同社から市が山頂部を買収して市有財産とするよう要求し、署名活動を展開した。その結果、短期間で4万名以上から署名が集まった。同社は「他県業者の乱開発から泉ヶ岳を守るために買収した」とし、希望するならば仙台市に売却することも可能としていたが、市は財政上の理由から買収しなかった。その後、双葉総合開発は合併して環境建設となり、山頂部を保有し続けていたが、2004年（平成16年）に経営破綻した。その後、2006年（平成18年）5月までに仙台市が山頂部を300万円で買収し、名実ともに市民共有の財産となった。

## アクセス・山中の施設

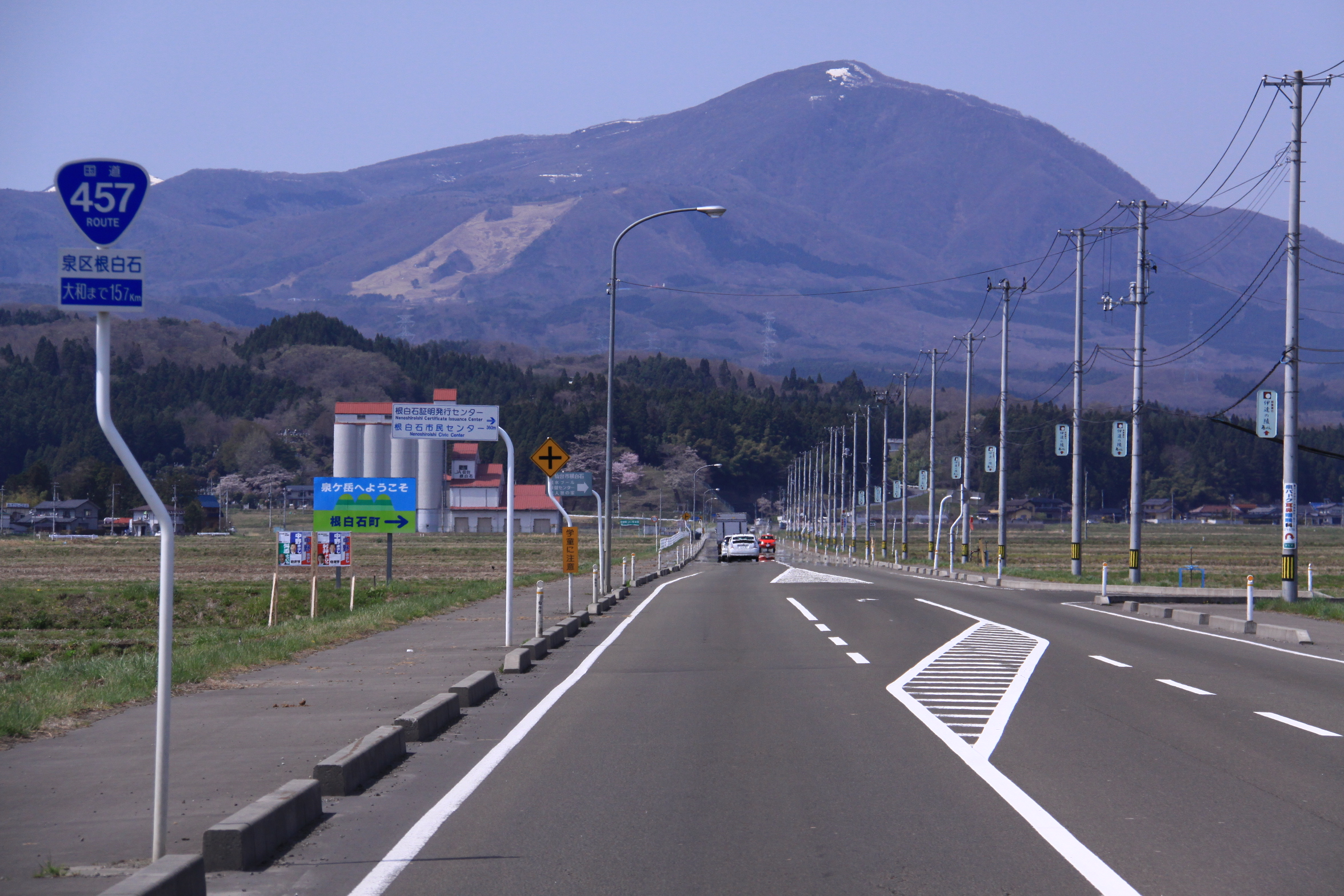
国道457号・根白石バイパスから見た泉ヶ岳

宮城県道35号泉塩釜線（泉ヶ岳通り）を西走すると、道なりに国道457号・根白石バイパスとなる。宮城県道223号泉ヶ岳公園線を左折し、道なりに行くとスキー場などがある山腹に行き着く。各スキー場には数百台が駐車できる駐車場がある。スキー場営業期間中は、土日祝日・年末年始のみ除雪協力金名目で利用には1回500円が必要。それ以外の期間は無料。
公共交通機関では、仙台市地下鉄南北線の泉中央駅から仙台市営バスが通じているが、通年運行は泉岳自然ふれあい館までで、夏季と冬季にスプリングバレー泉高原スキー場まで延長運行される。
山腹に泉ヶ岳ロッジ（北緯38度23分26.2秒 東経140度43分14.4秒 / 北緯38.390611度 東経140.720667度）、オーエンス泉岳自然ふれあい館があり、地元の学童などが野外学習で訪れる機会も多い。同様の施設として、宮城県泉が岳自然の家、仙台市泉ケ岳野外活動センターもあったが、2008年に廃止された。仙台市泉岳少年自然の家（北緯38度23分30.4秒 東経140度42分47.8秒 / 北緯38.391778度 東経140.713278度）は2014年に廃止された。
2022年7月に温泉施設が併設されたワーケーション対応のキャンプ＆リゾートのIZUMI PEAK BASEがオープンした。
また、山麓には「やまぼうし」、「スパ泉ヶ岳」という二つの温泉施設があったが閉鎖されている。